# زئيف شيف
زئيف شيف (بالعبرية: זאב שיף) هو صحفي إسرائيلي مرموق، ولد في مدينة ليل الفرنسية في سنة 1932 وتوفي في تل أبيب في 19 جوان يونيو 2007. كان يكتب في صحفية هآرتس كان متخصصا في قضايا الدفاع والاسترتيجيا. عمل كذلك مراسلا حربيا في فيتنام والاتحاد السوفيياتي وإثيوبيا. ووصف بأنه «عميد المراسلين العسكريين الإسرائيليين»
ألف زئيف شيف العديد من الكتب منهى «حرب لبنان الإسرائيلية» و«انتفاضة» مع إيهود يعاري، و«تاريخ للجيش الإسرائيلي: من 1874 حتى اليوم». تحصل كذلك على عدة جوائز كجائزة سوكولوف سنة 1975 وجائزة أموس ليف لمقالاته الحربية وجائزة سارة رايشنستاين للمقابلات التي أجراها.